# Кратка (тауншип, Миннесота)
Кратка (англ. Kratka) — тауншип в округе Пеннингтон, Миннесота, США. На 2000 год его население составило 139 человек.

## География
По данным Бюро переписи населения США площадь тауншипа составляет 93,5 км², из которых 93,4 км² занимает суша, а 0,1 км² — вода (0,11 %).

## Демография
По данным переписи населения 2000 года здесь находились 139 человек, 48 домохозяйств и 37 семей. Плотность населения —  1,5 чел./км². На территории тауншипа расположено 58 построек со средней плотностью 0,6 построек на один квадратный километр. Расовый состав населения: 100,00 % белых.
Из 48 домохозяйств в 37,5 % воспитывались дети до 18 лет, в 72,9 % проживали супружеские пары, в 2,1 % проживали незамужние женщины и в 22,9 % домохозяйств проживали несемейные люди. 20,8 % домохозяйств состояли из одного человека, при том 12,5 % из — одиноких пожилых людей старше 65 лет. Средний размер домохозяйства — 2,90, а семьи — 3,41 человека.
25,2 % населения — младше 18 лет, 11,5 % — в возрасте от 18 до 24 лет, 30,2 % — от 25 до 44, 19,4 % — от 45 до 64, и 13,7 % — старше 65 лет. Средний возраст — 40 лет. На каждые 100 женщин приходилось 107,5 мужчин. На каждые 100 женщин старше 18 приходилось 108,0 мужчин.
Средний годовой доход домохозяйства составлял 46 250 долларов, а средний годовой доход семьи —  55 625 долларов. Средний доход мужчин —  30 000  долларов, в то время как у женщин — 21 667. Доход на душу населения составил 17 326 долларов. За чертой бедности не находились ни одна семья и ни один человек.